# First World Hotel & Plaza
First World Hotel & Plaza est un hôtel trois étoiles du complexe Genting Highlands (ou Resorts World Genting) à Bentong (en), Pahang, Malaisie détenu par la société Genting. Avec un total de 7 351 chambres, il a établi le record mondial Guinness pour le plus grand hôtel du monde (en nombre de chambres). En 2006, il comptait 6 118 chambres, ce qui en faisait le plus grand hôtel, jusqu' à ce que Le Palazzo, une extension de La Venetian à Las Vegas, ouvre officiellement le 1er janvier 2008. En 2015, le First World Hotel retrouve le record du monde Guinness après l'ouverture d'un nouveau bloc. L'hôtel a reçu de 35,5 millions de visiteurs depuis 2006.

## Caractéristiques

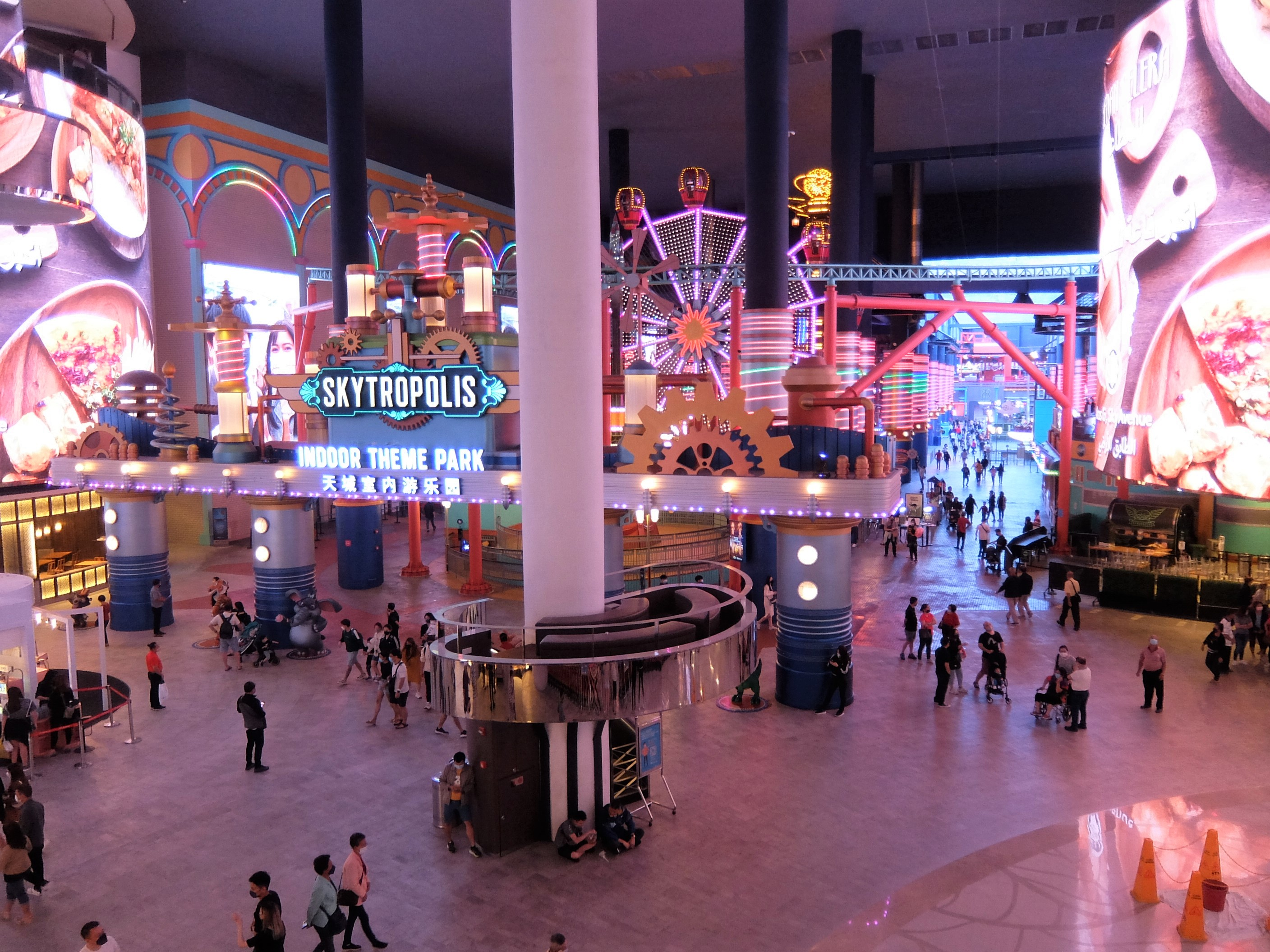
First World Plaza

Le First World Hotel se compose de la Tour 1 et de la Tour 2 avec 3 164 chambres standard, 292 chambres de luxe, 649 chambres triples de luxe, 480 chambres de luxe supérieures et 136 chambres de club du monde. Il est géré par First World Hotel and Resorts Sdn Bhd, l'une des deux principales sociétés opérant à Resorts World Genting. En 2015, le First World Hotel a agrandi l'annexe de la Tour 2 qui compte au total 1.286 chambres, dont de nouvelles chambres nommées XYZ Deluxe et XYZ Triple. La superficie moyenne des chambres est de 170,70 pieds carrés.
First World Hotel est le premier hôtel en Asie du Sud-Est à lancer des bornes E-Kiosk ou Express Check-in and Check-out.s.

## Structures
Sous l'hôtel se trouve une place de 500 000 pieds carrés (46 000 m2) appelée First World Plaza, qui abrite des centres commerciaux, des arcades, des restaurants, des casinos et le Genting Indoor Theme Park. Il y a une scène miniature pour des représentations hebdomadaires (comme des spectacles de magie et de musique) au Times Square ainsi qu'une réplique de la statue de la Liberté et une statue d'Oscar. D'autres attractions comprennent un Cineplex et un parc de jeux vidéo.
L'hôtel est également relié au tout nouveau centre commercial SkyAvenue, qui abrite également la station SkyAvenue d'Awana Skyway, qui fait partie de Genting Highlands Premium Outlets.